# Bolyphantes kilpisjaerviensis
Bolyphantes kilpisjaerviensis är en spindelart som beskrevs av Palmgren 1975. Bolyphantes kilpisjaerviensis ingår i släktet Bolyphantes och familjen täckvävarspindlar.
Artens utbredningsområde är Finland. Inga underarter finns listade.